# Enantiodentalina
Enantiodentalina es un género de foraminífero bentónico de la subfamilia Nodosariinae, de la familia Nodosariidae, de la superfamilia Nodosarioidea, del suborden Lagenina y del orden Lagenida. Su especie-tipo es Enantiodentalina communis. Su rango cronoestratigráfico abarca desde el Campaniense (Cretácico superior) hasta la Actualidad.

## Clasificación
Enantiodentalina incluye a las siguientes especies:
- Enantiodentalina abyssorum
- Enantiodentalina caudata
- Enantiodentalina communis
- Enantiodentalina gigantea
- Enantiodentalina irregularis
- Enantiodentalina monterelensis
- Enantiodentalina muraii
- Enantiodentalina obliqua
- Enantiodentalina scalaris
- Enantiodentalina temirensis
- Enantiodentalina timorensis
- Enantiodentalina unguis
- Enantiodentalina variabilis